# Cantó de Maizières-lès-Metz
El cantó de Maizières-lès-Metz és un cantó francès del departament del Mosel·la, situat al districte de Metz-Campagne. Té 5 municipis i el cap és Maizières-lès-Metz.

## Municipis
- Hagondange
- Hauconcourt
- Maizières-lès-Metz
- Semécourt
- Talange

## Història
| Data d'elecció                           | Identitat          | Partit        | Qualitat |
| ---------------------------------------- | ------------------ | ------------- | -------- |
| 1973-1979                                | Ferdinand Lodi     | PCF           |          |
| 1979-1992                                | Claude Lamm        | PCF           |          |
| 1992-1998                                | Jean-Claude Mahler | Divers droite |          |
| 1998-2012                                | Gérard Terrier     | PS            |          |
| 2012-                                    | Aurélie Filippetti | PS            |          |
| les dades anteriors no són pas conegudes |                    |               |          |
|                                          |                    |               |          |

## Demografia
| A partir de 1990 : Població sense dobles comptes |